# أم الدنانير (بنغازي)
أم الدنانير قرية صغيرة في جنوب غرب مدينة بنغازي الليبية حيث تبعد عنها بمسافة 18 كيلومترا وتة جد بها زراعة العنب وبعض الزيتون و بها منازل حديثة البناء ومسجدان صغيران ولا توجد بها مدرسة حيث يدرس أطفالها في قرية أم مبروكة القريبة.ويمكن الوصول اليها بطريق معبد اسفلت من ام مبروكة والذي يصل بك إلى تيكا على طريق طرابلس
ام الدنانير قرية وادعة سكانها يتميزون بالطيبة والحشمة و حسن الخلق وهواؤها نقي عليل.